# Automatic Loveletter
Automatic Loveletter (ibland förkortat A.LL) är ett band från Tampa, Florida i USA, som leds av Juliet Simms (gitarr/sång). Andra medlemmar är Ryan Metcalf (trummor), Tommy Simms (gitarr/bakgrundssång) och Clint Fowler (basgitarr).

## Grundandet och Epic Records (2003–2009)
Automatic Loveletter startades år 2003 av sångerskan Juliet Simms. Redan som 16-åring började hon turnera över hela USA med spelningar på kaféer. Efter att hon lade upp några sånger på Myspace fick hon en del uppmärksamhet från olika skivbolag och som 19-åring blev hon signerad till Epic Records. När de föreslog att hon skulle skapa ett band blev hon genast intresserad eftersom hon ”aldrig riktigt ville ha en solokarriär” . Juliet Simms första steg var att värva brodern Tommy Simms till bandet och tillsammans kontaktade de sedan trummisen Daniel Currier.
Efter några år av misslyckade auditions var den ursprungliga bandformationen klar år 2005. Vid den tidpunkten kallade de sig för Stars and Scars efter en sång och bestod, förutom Juliet Simms, trummisen Daniel Currier och Tommy Simms, även av basisten Sean Noll och sologitarristen Joe Nelson.
Innan deras första stora spelningar på musikfestivalerna The Bamboozle och Warped Tour ändrade bandet sitt namn till det nuvarande Automatic Loveletter. Juliet Simms motiverar det nya namnet med förklaringen att hon tycker att hennes låttexter känns som kärleksbrev (love letters) men på samma gång är de ”automatiska” (automatic) då de är sånger som kommer från en högtalare eller stereo.
År 2007 släpptes bandets första EP, Recover. Med hjälp av lansering i Hot Topic-butiker över hela USA, sponsorstöd av klädmärket Skelanimals och flera turnéer med kändare band så som Secondhand Serenade, Cute Is What We Aim For och All Time Low, fick bandet en del uppmärksamhet och under 6 månader höll de platsen som det populäraste emobandet, signerat till ett större skivbolag, på MySpace.
Juliet Simms har även spelat in ett flertal sånger med andra artister. Den mest kända är kanske All Time Lows ”Remembering Sunday” , som är en duett mellan Juliet Simms och All Time Lows sångare Alex Gaskarth. De andra sångerna är Secondhand Serenades cover av Coldplays "Fix You”, LoveHateHeros ”Theatre of Robots”, Cartels ”Lose It”, Every Avenues cover av Eddie Moneys "Take Me Home Tonight". och en cover av Wham!s ”Careless Whisper” tillsammans med 3OH!3 och Alex Gaskarth från All Time Low.
Under hösten 2008 turnerade Automatic Loveletter med Secondhand Serenade, Cute Is What We Aim For och A Rocket To The Moon inför releasen av sin andra EP. Den självbetitlade Automatic Loveletter EP släpptes februari 2009 och innehöll tre låtar. Bandet hade vid den tidpunkten kommit på kant med sitt skivbolag och Juliet Simms uttalade sig senare under en konsert att hon inte hade gillat redigeringen av sången ”My Goodbye”.
I februari 2009 gick bandet skilda vägar från Epic Records.

## Skivbolagsförändringar ochTruth or Dare(2009–2011 )
En kort tid efter bandets separation från Epic signerades Automatic Loveletter till RCA Records. Juliet Simms tillbringade sedan ett halvår med att skriva och spela in demos inför bandets första fullängdsskiva Truth or Dare, som produceras av Josh Abraham (Pink, Linkin Park, 30 Seconds to Mars).
Den 28 augusti 2009 släpptes musikvideon till en musikvideo till låten ”Make-Up Smeared Eyes”.
Under hösten 2009 följde Automatic Loveletter med på Craig Owens soloturné”. Med på turnén var dock endast Juliet Simms och gitarristen Tommy Simms, vilket ledde till enbart akustiska uppträdanden. Under den senare hösten och vintern samma år påbörjades det kommande albumet Truth or Dare. Albumet kom bland annat att innehålla en nyinspelning av Hush och de nya låtarna Fade Away och Don't Let Me Down. Under våren 2010 var Automatic Loveletter med på turnén "the A.LL. Good Tour" med Matthew Good.
Den 17 februari släpptes den första singeln från Truth or Dare,"Heart Song", på Automatic Loveletters MySpace. Låten blev sedan tillgänglig för nedladdning den 27 april på amerikanska iTunes. Alternative Press beskrev singeln som "A fist-pumping rock song that combines the riffs from Muse's "Resistance" and the classic song "Spirit In The Sky," it showcases a Joan Jett-meets-Alanis Morissette howl from Automatic Loveletter singer Juliet Simms". 
Automatic Loveletters första album Truth Or Dare släpptes 22 juni 2010 under Sony Japan/SIN (SonyMusic Independent Network). Enbart tre dagar efter Truth Or Dare gavs ut påbörjade bandet den nästan två månader långa Vans Warped Tour tillsammans med band och artister som The All-American Rejects, We the Kings och Alkaline Trio. Under hösten 2010 turnerade Automatic Loveletter att med det amerikanska rockbandet Valencia.

## Paper + Plastic ochThe Kids Will Take Their Monsters On
Den 14 juni 2011 spreds nyheten att Automatic Loveletter återigen hade bytt skivbolag och nu var signerade till Paper + Plastic på twitter. Datumet för när det nya akustiska albumet, The Kids Will Take Their Monsters On, skulle släppas avslöjades samtidigt. Albumet, som producerades av Valencias Shane Henderson är Automatic Loveletters andra fullängdsalbum.
Under sommaren 2011 turnerade Automatic Loveletter med Vans Warped Tour.

## Medlemmar
Senaste medlemmar
- Juliet Simms – sång, gitarr, arrangement (2003–2012)
- Tommy Simms – sologitarr, bakgrundssång, akustiska arrangement (2006–2012)
- Clint Fowler – basgitarr (2010–2012)

Tidigare medlemmar
- Ross Julian Gruet – sologitarr (2007–2009)
- Tim Burkey – sologitarr, bakgrundssång (2007)
- Sean Noll – basgitarr (2007–2008)
- Daniel Currier – trummor, percussion (2006–2009)
- Ryan Metcalf – trummor, percussion (2010–2011)

## Diskografi
- Recover EP - 2007
- Recover EP (Hot Topic Exclusive) - 2008
- Automatic Loveletter EP - 2009
- Truth or Dare - 2010[25]
- The Kids Will Take Their Monsters On - 2011[24]